# Scytodes dissimulans
Scytodes dissimulans är en spindelart som beskrevs av Alexander Petrunkevitch 1929. Scytodes dissimulans ingår i släktet Scytodes och familjen spottspindlar.
Artens utbredningsområde är Puerto Rico. Inga underarter finns listade i Catalogue of Life.